# Écomusée créole Art
L'Écomusée créole Art est un écomusée privé situé à Sainte-Rose en Guadeloupe. 

## Histoire
En 1988, Jocelyn Roumbo, passionné par le patrimoine et la botanique de la Guadeloupe dont il est originaire, développe avec sa compagne, un jardin botanique qui devient un conservatoire reconnu par le laboratoire Phyto Bôkaz du Dr Henry Joseph.
Avec la participation de la Région Guadeloupe et du FEDER, le jardin, affilié à l’UNESCO et ayant reçu le label de « Jardin remarquable », est ouvert au public.

## Description
Outre la flore et la pharmacopée créole, l'écomusée présente une vitrine dédiée à chaque commune de Guadeloupe. Y sont exposés les différentes traditions et les cultures de l'île, ainsi qu'un retour sur le passé colonial. Les panneaux d’informations sont en Français, Anglais et Allemand.